# Zvi Saliternik
Zvi Saliternik (en hebreo: צבי סליטרניק‎); (Ploskirów, Imperio Ruso, 16 de mayo de 1897 - Jerusalén, Israel, 17 de octubre de 1994) fue un entomólogo israelí. Fue galardonado con el Premio Israel de Medicina en 1962.

## Biografía
Saliternik nació en 1897 en Ploskirów, en la región de Podolia, Imperio Ruso (Actualmente Jmelnytski, Ucrania) y sus padres fueron Jaim y Rachel Saliternik. Comenzó a estudiar medicina en la Universidad de Kiev.
El 15 de febrero de 1919, mientras estaba de vacaciones en la casa de sus padres, estalló un pogromo a gran escala en Ploskirów, en el cual más de 1.200 judíos fueron asesinados y muchos otros resultaron heridos. Saliternik, que era estudiante de medicina, fue reclutado en el hospital del distrito para proporcionar tratamiento a los heridos en el pogromo. Al ver la difícil situación en la que se encontraban las víctimas, decidió continuar en ese cargo otros dos años.

### Aliyá y su combate contra la malaria
En 1920, Saliternik decidió emigrar a Eretz Israel. Una vez instalado comenzó a estudiar biología en la Universidad Hebrea de Jerusalén. En 1937 recibió una maestría en ciencias naturales, y en 1945 recibió el doctorado. Su trabajo antipalúdico para desarrollar métodos económicos y eficientes para erradicar la malaria comenzó en 1921 como miembro de una pequeña unidad encabezada por el Profesor Israel Kligler, lo que finalmente resultó en la erradicación total de esta enfermedad en 1962. La malaria no perdonó a Saliternik, y durante los primeros años de su trabajo antipalúdico contrajo la enfermedad.
Su primer trabajo en el campo de la erradicación de la malaria fue en la moshavá Migdal en el Valle del Jordán, el cual tuvo mucho éxito. Tras el nombramiento de Kligler en el "Instituto de Investigación de la Malaria" en Haifa en septiembre de 1922, Saliternik se desempeñó como supervisor jefe.
En su estancia en Haifa, Saliternik vivió en Nesher y fue director del equipo que se ocupó de la erradicación de la malaria en los pantanos del río Kishon, durante los años del establecimiento de la fábrica de cemento "Nesher" en el Yishuv. Los pantanos estaban ubicados cerca de los terrenos de la fábrica y perjudicaron a los trabajadores, los cuales fueron apoyados por el propietario Michael Pollak, desarrollando métodos de asistencia para erradicar la malaria.
Su apartamento en Nesher se convirtió en una especie de centro profesional-gerencial de todo el país para coordinar esfuerzos en la lucha contra la malaria. Toda la correspondencia enviada desde el apartamento de Saliternik en ese momento llevaba el sello: "Departamento de Salud del Consejo Nacional - Comité Central Antimalárico".
Durante este período, Saliternik llevó a cabo su investigación antipalúdica bajo los auspicios de instituciones y organismos judíos, como el Fondo Nacional Judío, la Corporación Eléctrica de Israel y Jewish Colonization Association en Eretz Israel. En esta capacidad, fue nombrado supervisor regional para la erradicación de la malaria en el valle de Jezreel, el valle de Zebulón, el valle de Beit She'an y el Mar Muerto y supervisó el drenaje de los pantanos en la zona de Hadera, así como en otras regiones del país.

#### Rollos del Mar Muerto
En 1942, mientras trabajaba para controlar los mosquitos Anopheles, transmisores de los parásitos de la malaria, Saliternik se propuso buscar sitios de anidación de mosquitos en el área de las fábricas de potasa cerca del Mar Muerto. Durante su búsqueda, el guía beduino dirigió su atención hacia una serie de cuevas cerradas con grandes bloques de piedra en el sitio arqueológico de Qumran. Saliternik subió a la entrada de la famosa cueva, donde más tarde se encontraron los primeros rollos ocultos, y desplazó la piedra de su abertura. Las cuevas fueron descubiertas como sitios de anidación para los mosquitos Anopheles, y Saliternik inmediatamente comenzó a fumigarlas para erradicarlas, pero pronto notó que muchos recipientes de arcilla que contenían pergaminos estaban almacenados dentro de la cueva. Saliternik mostró poco interés en su casual descubrimiento, abandonando la cueva después de la fumigación.
Solo años más tarde, cuando asistió a una de las conferencias realizadas por el arqueólogo Yohanan Aharoni, se dio cuenta de que en realidad fue la primera persona en descubrir los rollos ocultos sin saber lo que tenía ante si. Además, al mover la piedra permitió a la cabra entrar en la famosa cueva 4 años después, seguido por el pastor beduino que encontró los primeros Rollos del Mar Muerto

### Director del departamento de entomología
Saliternik abogó por la coordinación de las acciones antipalúdicas y las propiedades etológicas específicas de las diversas especies de mosquitos Anopheles: su ciclo de vida, distribución geográfica, dieta, prevalencia estacional, rango de vuelo, etc. Además de su trabajo en el campo de la malaria, también se ocupó ampliamente de la erradicación de la esquistosomiasis en Israel.
En 1948, tras la Declaración de Independencia de Israel, Saliternik se alistó en las Fuerzas de Defensa de Israel con el rango de Séren (capitán). Como parte de sus funciones, se desempeñó como director del servicio de entomología de las FDI y un año más tarde fue nombrado director del departamento de entomología en el Ministerio de Salud, cargo que ocupó hasta su jubilación en febrero de 1962.
Saliternik se opuso firmemente al plan de drenaje del lago Hule implementado en 1951. En una carta secreta enviada a la oficina del entonces primer ministro David Ben-Gurion, los jefes del Ministerio de Salud y representantes de la Sociedad Zoológica de Israel, encabezados por el Dr. Chaim Sheba, quien se desempeñó como director general del Ministerio de Salud en ese momento, advirtieron sobre las consecuencias negativas y los peligros que podrían surgir como resultado del secado del lago. 
El Dr. Sheba adjuntó a su carta un memorándum escrito por Saliternik en el que advierte que secar el lago, al drenarlo en nuevos canales, creará nuevos lugares de incubación para los mosquitos Anopheles y dañará gravemente los esfuerzos de control de plagas con DDT que habían demostrado ser muy exitosos en el Valle de Hule.

### Vida privada
En 1930 se casó con Shoshana Lissauer, que llegó a Israel como turista voluntaria desde Berlín, Alemania. Tuvieron dos hijas: Shulamit (doctora en Ciencias Naturales, casada con Yoram Givnet, farmacéutico y gerente de la farmacéutica Givent en Jerusalén) y Ruth (M.Sc. en Ciencias Naturales).
En 1973, enviudó de su esposa. Zvi Saliternik falleció el 17 de octubre de 1994), a la edad de 97 años. Sus restos descansan en el cementerio del Monte del Descanso en Jerusalén.

## Premios
- En 1962, Saliternik recibió el Premio Israel, en Medicina, por su trabajo en la erradicación de la malaria en Israel.[1]